# رالف هاتشينسون
رالف هاتشينسون (بالإنجليزية: Ralph Hutchinson)‏ هو منافس ألعاب قوى أمريكي، ولد في 19 فبراير 1878 في إلميرا في الولايات المتحدة، وتوفي في 30 مارس 1935 في موسكو في الولايات المتحدة بسبب نوبة قلبية.